# Keith Lasley
Keith Lasley (Glasgow, 21 settembre 1979) è un allenatore di calcio ed ex calciatore scozzese, di ruolo centrocampista.

## Caratteristiche tecniche
Mediano, può giocare anche come esterno destro o come terzino sulla stessa fascia.

## Carriera

### Club
Prelevato dal Motherwell nel 1998, gioca in Scozia fino al 2004, quando si accorda con il Plymouth, società di Football League Championship. Lasley è ceduto in prestito al Blackpool nel 2006 e nell'estate dello stesso anno il Motherwell decide di riacquistare le prestazioni del giocatore.